# Pali Aru
Pali Aru és un riu a la Província del Nord, Sri Lanka. El riu neix al nord del districte de Vavuniya, prop de Puliyankulam, abans de fluir cap al nord-nord-oest a través de districte de Vavuniya, el de Mullaitivu i el de Mannar. El riu desemboca a la Badia de Palk. La secció sud del riu es coneix també com Chamalankulam Aru.